# Fomento (Cuba)
Fomento es una ciudad y municipio de Cuba ubicada en la zona central de la isla, perteneciente a la Provincia de Sancti Spíritus.

## Historia
Los primeros datos de que se tienen noticias de la existencia del Sitio del Asno datan del 12 de agosto de 1536, cuando el cabildo de Sancti Spíritus violando la real orden de 1520 que prohibía a los gobiernos municipales la dispensa de otorgar Merced de Tierra dándole a Fernando Gómez una merced de tierra ubicada en Sitio del Asno con 3 leguas de contorno y teniendo como asiento principal la sabana de la Cabezada. Es bueno aclarar que el lugar exacto de dicha merced es dudoso desde el punto de vista geográfico por carecer de documentos u otras evidencias que nos permitan situarla dentro del actual municipio de Fomento o del de Manicaragua, ya que el otorgamiento de la merced se plasma como punto de referencia la sabana de Manicaragua, situada a 20 leguas más o menos de la villa de Sancti Spíritus. Lo que sí queda claro es que cuando el agraciado Fernando Gómez fue a ocupar sus tierras se encontró con que hacía tiempo existía allí el sitio del Asno en la sabana que lleva su nombre, lo que nos hace suponer que los orígenes de Fomento son anteriores al 12 de agosto de 1536, aunque desgraciadamente no hay documentos con antelación a esa época.
Durante el periodo de 1536 a 1575 no existen pruebas documentales que demuestren el otorgamiento de mercedes en el territorio, siendo a partir de 1577 cuando Amaro Gómez junto con Cifuentes se nombran comisionados para delimitar las haciendas existentes y se establecen una serie de obligaciones para fijar el término de la extensión de las mismas, así como su amojonamiento.
Con la nueva revisión de títulos de posesión de haciendas, estancias y casas de 1593 aparecen poseedores de San José del Asno siendo el 12 de agosto de 1596 cuando se merceda el hato de Jumento a Juan de Cepeda.
Por una serie de discrepancias entre los dueños del hato de Jumento y el regidor López de Olmedo se consolidan las bases para establecer los límites del citado hato, ya que este año muchos hatos de Sancti Spíritus se encontraban sin amojonar con la existencia de ganado cimarrón en la zona de Jumento, Güinía y Guaracabuya en 1633 estableciéndose una serie de condiciones preliminares para la crianza de este renglón económico, lo que se autoriza en 1643 cuando el escribano Gómez Buitrón realiza estas gestiones con los dueños de Jumento Pedro Carrasco y Luis Pérez, lo que hace posible el inicio de un tenue desarrollo económico de esta zona, que va transformándose en un caserío.
En 1665 por una serie de contradicciones territoriales entre los propietarios de los hatos Jumento, Arriero y Sipiabo se establece una delimitación oficial de los mismos y en 1678 se establecen en la jurisdicción de Sancti Spíritus después de un litigio territorial con Remedios, existiendo tierras realengas entre los hatos existentes, se solicita al cabildo spirituano otorgar merced de estas tierras a los señores Nicolás Pedro y Juan María dueño de los hatos Jumento, Arriero y Sipiabo en 1696, otorgamiento que se accede planteando que deben ser divididas en partes iguales.
En 1735 la Sra. Teresa Ordóñez de la Mancha establece la venta oficial en $4 000.00 parte y posición de tierras del hato de Jumento con todo el ganado, fábrica y labranza, la venta total $2 000.00 fueron al contado y los restantes a plazo, siendo el comprador el Sr. Manuel Consuegra de Santa Clara.
A finales del siglo XVII se comienza el fomento de las haciendas comuneras en las que se cultivaban y se criaban ganado mayor y menor en total libertad, fijándose límites entre Jumento y Sipiabo, surgiendo la hacienda hato de Jumento, que se dedicaba a la ganadería y al cultivo de artículos de consumo ordinario con sitios de labor, vegas de tabaco, donde se producían arroz, frijoles, maíz, frutas y raíces alimenticias, además de la caña para los pequeños ingenios, existiendo 3 caseríos nombrados la Jíquima, Sipiabo y Jumento.
En las primeras décadas del siglo XIX estos caseríos alcanzan un notable desarrollo existiendo para ese entonces una población que se componía de 2 690 blancos, 362 libres de color y 543 esclavos, formando un total de 3 595 habitantes que ocupaban 284 casas (20 de mampostería, 228 de tabla y tejas, 30 de embarro y 6 de yagua), existiendo en el territorio 20 000 cabezas de ganado vacuno, 11 000 de ganado porcino y 20 000 caballar.
Bajo el dominio español la distribución de los destinos y oficios estaban principalmente en las actividades de campo con mano de obra esclava y una minoría de colonos, aunque también se desarrollaban otras tareas como el comercio, tabaqueros, costureras, tejedoras de sombreros, zapateros, etc. Es curioso señalar que una población de 3 595 habitantes en la que se supone que la tercera parte de ella son niños de edad escolar solamente existía un profesor de educación, lo que demuestra la poca atención que prestaban las autoridades coloniales a la educación de la niñez.
A continuación presentamos de la obra de Jacobo de la Pezuela los destinos y oficios que ejercían en el partido de Sipiabo 1 316 personas blancas y 636 libres de color:
Según el censo de 1836 ya se clasifica a Jumento de poblado con una población de 4 513 habitantes, la extensión del partido era de 6 leguas de norte a sur y 5 media de este a oeste, estando comprendido en el curato de Guaracabuya. Hasta 1838 el partido de Sipiabo formó parte del de Santa Lucía; ya que en junio de ese año se le dio categoría de partido a causa de su prosperidad. El principal caserío de su demarcación era el de Güinía de Miranda, poseedor de excelentes casas de teja y ladrillo a causa de los tejares existentes.
Había en todo el partido más de 700 fincas y establecimientos de industrias. Para 1843 Jumento aparece como cabecera del partido de Sipiabo. Al dividirse la extensión con Sancti Spíritus en 1849, Jumento pasa a la jurisdicción de Trinidad.
En 1860 el ingenio “El Rosario”, propiedad de Andrés Figueroa, contaba (en esa fecha) con una plantación de 2.0 Cbs de cultivo y una producción de 13 500 libras de azúcar anualmente.
En 1863 se aprueba el expediente instruido sobre erección de un curato de ingreso en el partido de Sipiabo, con fecha 27 de octubre de 1862 señalándose por titular y patrona a la Santísima Virgen bajo la advocación del Rosario: considerando que habían establecido reclamación en tiempo oportuno acerca de la localidad que debía ocupar la iglesia, resultó justificada la conveniencia de que lo fuera en el poblado de Jumento por ser la más apropiada al efecto dándose a la nueva parroquia el nombre de Nuestra Señora del Rosario de Sipiabo, terminada su construcción en el año 1864, siendo su párroco el cura Pedro Sánchez Trío.
El 29 de mayo de 1869 el capitán general de la Isla de Cuba accede al cambio de nombre de Jumento por Fomento.

## Geografía
Fomento se encuentra ubicado en la región central de Cuba, en la provincia de Sancti Spíritus, limitando al norte con el municipio de Placetas, al este con Cabaiguán, al sur con Sancti Spíritus y Trinidad y al oeste con Manicaragua en la provincia de Villa Clara.
Lo atraviesan los ríos de Agabama, Mabujina, Cangrejo y varios arroyos. En la actualidad cuenta con varios poblados dentro de los que se encuentran El Pedrero, Agabama, La Guanábana, La Hormiga y Gavilanes.
Cerca de Gavilanes se encuentra Caballete de Casas, representa el punto culminante de la geografía fomentense con más de 700 m sobre el nivel del mar, zona en la cual el Che Guevara, instaló su Comandancia General a su llegada a la provincia de Las Villas, constituye hoy Monumento Nacional.
Su posición matemática es la siguiente:
22° 13' 10" y 21 °54' 20" de Latitud Norte y los 79°32'29" y 79°46'20" de Longitud Oeste.
LÍMITES
Norte. Placetas (Provincia VC).
Sur. Trinidad y Sancti Spíritus (Provincia de SS).
Este. Cabaigúan (Provincia de Sancti Spíritus).
Oeste. Manicaragua (Provincia de Villa Clara).
PUNTOS EXTREMOS
Septentrional.
Arroyo Báez. 22°13'10"
L.N. y 79°46'20"
L.W. a 600 metros
S.W. del poblado de Báez.
Meridional.
Curso superior del río Higuanojo: 21°54'20"
L.N. y 79°37'45"
L.W. Comunidad Vista Hermosa.
Oriental.
Curso superior del río Yayabo: 21°56'35"
L.N. y 79°37'45"
L.W. Margen Septentrional de la Sierra de Banao.
Occidental.
Boca del río Jicaya con el río Agabama: 22°01'35"
L.N. y 79°40'57" L.W. a 750 metros al
S.W. de la confluencia del Jicaya
con el Agabama;zona de Palmarito.
EXTENSIÓN SUPERFICIAL
Ocupa el 8.º lugar entre los municipios de la provincia Sancti Spíritus, es el de menor extensión superficial con 478,1 km².

## Economía
La principal actividad de la región era la industria azucarera y el cultivo de caña de azúcar, pero con las modificaciones en esta industria se hizo necesario expandirse hacia otras industrias como es explotación de una mina de mármol de muy buena acogida en la industria nacional.
No se puede descartar en el quehacer económico la ganadería y agricultura tabacalera y cafetalera, deprimida por las modificaciones de esta industria por malas prácticas de gestión.
Entiéndase que de dos centrales azucareros en el cual uno obtenía azúcar refino, ya no queda ninguno y los niveles de cabezas de ganado y porcino han decaído desde la última década del siglo XX.￼

## Población
La localidad cuenta con un total de 32.409 habitantes (2017), distribuidos por todo el territorio con una densidad de 70,2 habitantes por km² aproximadamente.
La población se ha comportado crecientemente. Puede observarse como a partir de 1953 se han estabilizado estos valores entre 40 y 70 habitantes por km², siendo superado en la década de 1990 con valores superiores a 70 hab/km²
(75,1).
Un análisis demográfico resulta que las tasas de natalidad se comportan irregularmente y tienen tendencia a disminuir hasta mantenerse en valores entre el 16 y 14 %. La mortalidad es baja dentro de la media nacional.
Aspectos económicos y sociales inducen a los matrimonios hacia un tipo de familia reducida. Esto explica la tendencia a disminuir las tasas de crecimiento natural; por lo que tiende a ser moderado en los próximos años (cuadro de datos de la población).
La localidad cuenta con una población residente en pueblos
entre el 50–60 %, poblados 10–20 %, en lugares habitados 15–20 % y dispersos entre el 10–20 %. La ciudad tiene un crecimiento evaluado entre 1–3 %.

## Personalidades
Eriel Sánchez: Jugador de béisbol que milita en el equipo de la provincia Sancti Spiritus, además fue parte de los jugadores cubanos que participaron en el primer Clásico Mundial de Béisbol donde se obtuvo la medalla de plata, también ha participado en Olimpiadas y Campeonatos Mundiales representando a Cuba.
Kendry Morales: Jugador de béisbol cubano que actuó en las Grandes Ligas para Angels of Anaheim. Bateador ambidiestro y lanzaba a la derecha. Ya retirado.